# Давлеканово
Давлеканово (рус. Давлеканово) град је у Русији у Башкортостану.

## Становништво
| 1939.  | 1959.  | 1970.  | 1979.  | 1989.  | 2002.  | 2010.  |
| ------ | ------ | ------ | ------ | ------ | ------ | ------ |
| 14.215 | 17.072 | 20.123 | 20.654 | 21.911 | 23.860 | 24.073 |